# دانوسیا فرانسیس
دانوسیا فرانسیس (به انگلیسی: Danusia Francis) ژیمناست زادهٔ ۱۳ مهٔ ۱۹۹۴ میلادی اهل کشور بریتانیا است.